# Índice de Törnqvist
El índice de Törnqvist es un índice de precios o cantidades utilizado en economía. Los valores del índice son calculados para periodos consecutivos por lo que son encadenados. Por tanto, el cálculo no se refiere a un año base.

## Cálculo
Se usan datos de precios y cantidades en dos periodos de tiempo (t-1 y t) para cada uno de n bienes. El precio del bien i en el periodo t-1 es denotado como {\displaystyle p_{i,t-1}}. La cantidad del bien i en el periodo t se define como {\displaystyle q_{i,t}}.
El índice de Törnqvist de precios en el periodo t se denota como {\displaystyle P_{t}} y puede calcularse de la siguiente manera:
{\displaystyle {\frac {P_{t}}{P_{t-1}}}=\prod _{i=1}^{n}\left({\frac {p_{it}}{p_{i,t-1}}}\right)^{{\frac {1}{2}}\left[{\frac {p_{i,t-1}q_{i,t-1}}{\sum _{j=1}^{n}\left(p_{j,t-1}q_{j,t-1}\right)}}+{\frac {p_{i,t}q_{i,t}}{\sum _{j=1}^{n}\left(p_{j,t}q_{j,t}\right)}}\right]}}
Los denominadores en el exponente son las sumas del gasto total en cada uno de los dos periodos. 
Puede expresarse de forma más compacta utilizando notación vectorial. Definiendo {\displaystyle p_{t-1}} como el vector de todos los precios en el periodo t-1, {\displaystyle q_{t-1}} como el vector de todas las cantidades en el periodo t-1, y {\displaystyle p_{t}} y {\displaystyle q_{t}} de la misma forma para el periodo t, la expresión de arriba puede reescribirse de la siguiente forma:
{\displaystyle {\frac {P_{t}}{P_{t-1}}}=\prod _{i=1}^{n}\left({\frac {p_{it}}{p_{i,t-1}}}\right)^{{\frac {1}{2}}\left[{\frac {p_{i,t-1}q_{i,t-1}}{p_{t-1}\cdot q_{t-1}}}+{\frac {p_{i,t}q_{i,t}}{p_{t}\cdot q_{t}}}\right]}}
En esta segunda expresión, el exponente es la cuota media del gasto en el bien i de los dos periodos. 
En la práctica, el índice de Törnqvist suele calcularse utilizando una ecuación que se obtiene tras tomar logaritmos en ambos lados:
{\displaystyle ln{\frac {P_{t}}{P_{t-1}}}={\frac {1}{2}}\sum _{i=1}^{n}\left({\frac {p_{i,t-1}q_{i,t-1}}{p_{t-1}q_{t-1}}}+{\frac {p_{i,t}q_{i,t}}{p_{t}q_{t}}}\right)ln\left({\frac {p_{i,t}}{p_{i,t-1}}}\right)}
Un índice de Törnqvist de cantidades puede calcularse de forma análoga usando precios para ponderar. Los índices de cantidades son utilizados en el cálculo de índices agregados de capital físico aglutinando bienes de equipo y estructuras de diferentes tipos en una única serie temporal. Cambiando las p por q y las q por p, obtenemos la ecuación para un índice de cantidades:
{\displaystyle {\frac {Q_{t}}{Q_{t-1}}}=\prod _{i=1}^{n}\left({\frac {q_{i,t}}{q_{i,t-1}}}\right)^{{\frac {1}{2}}\left[{\frac {p_{i,t-1}q_{i,t-1}}{\sum _{j=1}^{n}\left(p_{j,t-1}q_{j,t-1}\right)}}+{\frac {p_{i,t}q_{i,t}}{\sum _{j=1}^{n}\left(p_{j,t}q_{j,t}\right)}}\right]}}
Los índices de precios y cantidades pueden calcularse directamente mediante estas ecuaciones, pero es más común calcular el índice de precios a partir del índice de cantidades, dividiendo el gasto total en cada periodo por el índice de cantidades. Esto es lo que se conoce como la forma indirecta de cálculo del índice de Törnqvist y no genera exactamente los mismos resultados que el método directo. Existen estudios sobre qué método de cálculo es más apropiado en función de si los precios son más volátiles que las cantidades o viceversa. Para los cálculos de productividad total de los factores se usa el método indirecto.
Los resultados del índice de Törnqvist son similares a los obtenidos con el índice de Fisher. En la práctica a veces se prefiere el índice de Fisher porque este acepta cantidades iguales a cero.